# Drosophila mediopunctata
Drosophila mediopunctata är en tvåvingeart som beskrevs av Theodosius Dobzhansky och Crodowaldo Pavan 1943. Drosophila mediopunctata ingår i släktet Drosophila och familjen daggflugor.
Artens utbredningsområde är Brasilien.